# The Hamilton Mixtape
The Hamilton Mixtape es un álbum mixtape de 2016 que presenta una variedad de canciones del musical de Broadway de 2015 Hamilton interpretadas por varios artistas, así como algunas canciones eliminadas del musical. Fue muy bien recibido por la crítica.

## Antecedentes
En 2009, Lin-Manuel Miranda comenzó un proyecto titulado The Hamilton Mixtape que eventualmente se transformaría en el musical de Broadway de 2015 Hamilton. Durante el desarrollo de la producción musical, Miranda comunicaba con frecuencia que se estaba grabando un "mixtape" de canciones seleccionadas de la partitura del programa.
El 3 de noviembre de 2016, Miranda anunció en Twitter que el mixtape estaba completo y se lanzaría el 2 de diciembre de 2016. Los pedidos anticipados para el álbum comenzaron el 4 de noviembre de 2016 y se lanzaron oficialmente dos canciones: "It's Quiet Uptown" de Kelly Clarkson y "My Shot" de The Roots. "El viernes siguiente, a la medianoche en todas las zonas horarias, se lanzaron "Satisfied" e "Immigrants (We Get the Job Done)", seguidos de "Wait For It" y "Wrote My Way Out" el viernes siguiente. Además de sus lanzamientos digitales, de discos compactos y de discos de vinilo, el 10 de febrero de 2017 también se puso a disposición una versión en cinta de casete de 12 canciones del álbum, con las versiones originales explícitas de las canciones.

## Recepción comercial
The Hamilton Mixtape debutó en el número uno en el Billboard 200 con 187.000 unidades equivalentes a álbumes, de las cuales 169.000 fueron ventas de álbumes puros. Marca las mayores ventas en una semana para un álbum recopilatorio desde Cruel Summer de GOOD Music en 2012, y es el primer álbum recopilatorio en alcanzar el número uno desde Now 50 en 2014. Según Nielsen Music, la versión en casete del álbum vendió poco menos de 3.000 unidades en el año 2017, junto con el aumento de las ventas generales de casetes en un 35 por ciento el mismo año.

## Premios
| Año  | Tipo de premio         | Categoría                                                              | Resultado |
| ---- | ---------------------- | ---------------------------------------------------------------------- | --------- |
| 2017 | MTV Video Music Awards | Mejor Video con Mensaje Socia (por "Immigrants (We Get the Job Done)") | Ganador   |